# Эй (город)
Эй (фриз. Ie, нидерл. Ee) — деревня в провинции Северо-Восточная Фрисландия, Нидерланды. Имеет самое короткое название населённого пункта в Нидерландах. На январь 2017 года, в деревне проживает 837 человек. До 2019 года деревня была частью провинции Донгерадеель.
Первая постройка — протестантская церковь, построенная в XIII веке. Также здесь находятся музей льна, заправка, и автобусная остановка.

## История
Впервые город был упомянут в 1450 как Ee. Изначально город находился на терпе, в центре которого построили церковь. Башня была построена в 1869 году. До 1729 года, плотина управляла внутренним судоходством и соседняя деревня Тимба использовалась как внутренний порт.
До XVIII века в городе не было строений вне терпа. В 1840 году, в городе жило 904 человека.

## Транспорт
Через город проходит магистраль N 358. Также в городе проходят автобусные маршруты 63 и 562, которые соединяют город с Доккюмом.